# أتسوشي كانيكو
أتسوشي كانيكو (باليابانية: カネコアツシ) هو كاتب ورسام توضيحي ومانغاكا ومخرج ياباني، ولد في 26 ديسمبر 1966 في ساكاتا في اليابان.

## وصلات خارجية
- أتسوشي كانيكو على موقع IMDb (الإنجليزية)
- أتسوشي كانيكو على موقع ديسكوغز (الإنجليزية)
- أتسوشي كانيكو على موقع قاعدة بيانات الفيلم (الإنجليزية)
- أتسوشي كانيكو على موقع ANN person (الإنجليزية)